# Pinza cruzada de aorta
La pinza cruzada de aorta es un instrumento quirúrgico utilizado en cirugía cardiaca para cerrar la aorta y separar la  circulación sistémica del flujo de sangre desde el corazón.
El procedimiento de pinzamiento cruzado de la aorta se utiliza, por ejemplo, para reparar una coartación de la aorta. En recién nacidos, el tratamiento preferido para esta dolencia es resección y anastomosis primaria. El pinzamiento de la aorta excluye la circulación sistémica, por definición, causando una isquemia. Cuando se espera un largo periodo de pinzamiento (más de 25 minutos) o un descenso de la presión distal de la aorta por debajo de 50–60 mmHg, el uso de una derivación intraoperatoria puede ayudar a prevenir complicaciones tales como paraplejía.